# 村山謙太
村山 謙太（むらやま けんた、1993年2月23日 - ）は、宮城県出身の陸上競技選手。専門は長距離種目。明成高等学校、駒澤大学経済学部経済学科卒業、旭化成陸上部所属。同チームに所属していた村山紘太は双子の弟である。2015年世界陸上競技選手権大会10000m日本代表。また、2017年～2020年の4度、ニューイヤー駅伝優勝メンバーに名を連ねている。

## 人物・経歴
- 高校3年時に10000m高校歴代3位となるタイムをマーク。
- 2011年の日本学生陸上競技対校選手権大会5000mにおいて、1年生ながら優勝を果たす。
- 2013年の全日本大学駅伝4区で区間記録を5年ぶりに更新し、優勝に貢献した。
- 丸亀国際ハーフマラソンで日本人学生新記録（日本歴代3位〈当時〉）を樹立[1]。
- 2014年の関東学生陸上競技対校選手権大会2部10000mで優勝し、1部10000mで優勝した弟とのダブル優勝となった。
- 2014年に行われた全日本大学駅伝1区で弟の村山紘太と対決して中継所まで激しいスパート合戦を繰り広げる。タイム差なしの同着ながら区間賞を獲得した[2]。
- 2015年1月2日、箱根駅伝では、弟紘太も2区を走ることになり、史上初の花の2区での双子対決となり注目が集まった。
- 2015年卒の選手として、明大の大六野秀畝と共に学生三大駅伝フル出場を果たした。
- 2015年5月9日ゴールデンゲームズinのべおか 男子10000mで日本歴代6位となるタイムで北京世界陸上 参加標準（27分45秒00）を突破した。
- 世界陸上代表を狙って出場した第99回日本選手権10000mでは11位に沈む。しかし、4月の第63回兵庫リレーカーニバルで日本人1位になり選考基準を満たしていたため世界陸上代表に内定した。村山紘太と揃って双子での代表内定となった。
- 2015年8月、2015年世界陸上競技選手権大会 北京大会10000mに出場。29分50秒22で22位となった。
- 2016年1月、初の全日本実業団対抗駅伝競走大会で各チームが出揃う花の4区で、1時間04分11秒で区間10位でチーム順位も、4つ上げ、エースの役割を果たした。
- 2016年2月、東京マラソン でマラソンデビュー。日本人でただ一人、海外選手のハイペースに食らいついたが、序盤で足のまめがつぶれ出血した影響もあり、終盤大きく失速。全体の30位に終わった[3]。
- 第61回、62回全日本実業団対抗駅伝競走大会においては、いずれも5区で区間賞を獲得し、チームを連続優勝へと導いている。

## 成績・記録

### 主な戦績
| 年   | 大会                                    | 種目                 | 順位 | 記録          | 備考                                |
| ---- | --------------------------------------- | -------------------- | ---- | ------------- | ----------------------------------- |
| 2011 | 第95回日本陸上競技選手権大会            | 10000m               | 11位 | 28分49秒07    |                                     |
| 2012 | 第26回福岡国際クロスカントリー大会      | シニア 10km          | 13位 | 31分16秒      |                                     |
| 2012 | 第14回世界ジュニア陸上競技選手権大会    | 10000m               | 6位  | 29分40秒56    |                                     |
| 2012 | 第25回上尾シティハーフマラソン          | ハーフマラソン       | 優勝 | 1時間02分46秒 |                                     |
| 2013 | 第67回香川丸亀国際ハーフマラソン        | ハーフマラソン       | 4位  | 1時間01分19秒 |                                     |
| 2013 | 第27回福岡国際クロスカントリー大会      | シニア 10km          | 23位 | 31分31秒      |                                     |
| 2013 | 第8回ニューヨークシティーハーフマラソン | ハーフマラソン       | 10位 | 1時間02分02秒 |                                     |
| 2013 | 第27回ユニバーシアード競技大会          | 10000m               | 10位 | 30分02秒46    |                                     |
| 2014 | 第68回香川丸亀国際ハーフマラソン大会    | ハーフマラソン       | 2位  | 1時間00分50秒 | 日本歴代3位（当時）、日本人学生記録 |
| 2014 | 第21回世界ハーフマラソン選手権大会      | ハーフマラソン       | 56位 | 1時間03分52秒 |                                     |
| 2014 | 第98回日本陸上競技選手権大会            | 10000m               | 4位  | 28分39秒03    |                                     |
| 2015 | 第29回福岡国際クロスカントリー大会      | シニア 10km          | 2位  | 29分31秒      |                                     |
| 2015 | ゴールデンゲームズinのべおか            | 5000m                | 優勝 | 27分39秒95    | 日本歴代6位(当時)                   |
| 2015 | 第99回日本陸上競技選手権大会            | 5000m                | 30位 | 13分57秒91    |                                     |
| 2015 | 第99回日本陸上競技選手権大会            | 10000m               | 11位 | 29分02秒88    |                                     |
| 2015 | 第15回世界陸上競技選手権大会            | 10000m               | 22位 | 29分50秒22    |                                     |
| 2015 | 第40回甲佐10マイル公認ロードレース      | 10マイルロードレース | 2位  | 46分08秒      | 日本歴代9位                         |
| 2016 | 第100回日本陸上競技選手権大会           | 10000m               | 9位  | 28分37秒13    |                                     |
| 2017 | 第101回日本陸上競技選手権大会           | 10000m               | 18位 | 29分24秒04    |                                     |
| 2018 | 第72回香川丸亀国際ハーフマラソン        | ハーフマラソン       | 3位  | 1時間01分42秒 |                                     |
| 2018 | 第23回世界ハーフマラソン選手権大会      | ハーフマラソン       | 46位 | 1時間03分07秒 | 弟・紘太とともに出場                |
| 2018 | 第102回日本陸上競技選手権大会           | 10000m               | 6位  | 28分42秒46    |                                     |
| 2019 | 第103回日本陸上競技選手権大会           | 10000m               | 12位 | 29分03秒56    |                                     |
| 2020 | 第104回日本陸上競技選手権大会           | 10000m               | 9位  | 27分50秒09    |                                     |
| 2021 | 第105回日本陸上競技選手権大会           | 10000m               | 14位 | 28分16秒43    |                                     |
| 2021 | 第105回日本陸上競技選手権大会           | 10000m               | 14位 | 28分16秒43    |                                     |
| 2022 | 東京レガシーハーフマラソン2022          | ハーフマラソン       | 9位  | 1時間02分14秒 | 日本人1位                           |

### マラソン全成績
| 年   | 大会                                                 | 順位 | 記録          | 備考                                         |
| ---- | ---------------------------------------------------- | ---- | ------------- | -------------------------------------------- |
| 2016 | 東京マラソン2016                                     | 30位 | 2時間16分58秒 | 初マラソン                                   |
| 2018 | 第73回びわ湖毎日マラソン                             | 21位 | 2時間17分43秒 |                                              |
| 2018 | ゴールドコーストマラソン2018                         | 2位  | 2時間09分50秒 | 初サブテン                                   |
| 2018 | ベルリンマラソン2018                                 | 16位 | 2時間15分37秒 |                                              |
| 2019 | ハンブルクマラソン2019                               | 38位 | 2時間21分25秒 |                                              |
| 2019 | ベルリンマラソン2019                                 | 9位  | 2時間08分56秒 |                                              |
| 2020 | 東京マラソン2020                                     | DNF  | 記録なし      | 25kmで左脚シンスプリントの痛みのため途中棄権 |
| 2022 | 第10回大阪マラソン・第77回びわ湖毎日マラソン統合大会 | 48位 | 2時間17分51秒 |                                              |
| 2022 | 福岡国際マラソン2022                                 | 23位 | 2時間18分11秒 |                                              |
| 2023 | 第61回延岡西日本マラソン                             | 2位  | 2時間11分26秒 |                                              |

### 大学駅伝戦績
| 学年               | 出雲駅伝                             | 全日本大学駅伝                       | 箱根駅伝                         |
| ------------------ | ------------------------------------ | ------------------------------------ | -------------------------------- |
| 1年生 （2011年度） | 第23回 1区-区間13位 23分54秒         | 第43回 2区-区間3位 38分23秒          | 第88回 2区-区間9位 1時間09分04秒 |
| 2年生 （2012年度） | 第24回 2区-区間9位 17分27秒          | 第44回 2区-区間4位 38分04秒          | 第89回 5区-区間8位 1時間24分25秒 |
| 3年生 （2013年度） | 第25回 3区-区間賞 22分36秒 (区間新） | 第45回 4区-区間賞 39分24秒 (区間新） | 第90回 2区-区間2位 1時間08分27秒 |
| 4年生 （2014年度） | 第26回 3区エントリー 大会中止        | 第46回 1区-区間賞 42分58秒           | 第91回 2区-区間4位 1時間07分46秒 |

### 実業団駅伝戦績
| 年度                   | 大会                               | 区間     | 区間順位 | 記録          | 備考                         |
| ---------------------- | ---------------------------------- | -------- | -------- | ------------- | ---------------------------- |
| 2015年度 （入社1年目） | 第52回九州実業団対抗毎日駅伝大会   | 7区      | 区間賞   | 41分59秒      | 旭化成優勝                   |
| 2015年度 （入社1年目） | 第60回全日本実業団対抗駅伝競走大会 | 4区      | 区間10位 | 1時間04分11秒 | 旭化成7位                    |
| 2016年度 （入社2年目） | 第53回九州実業団対抗毎日駅伝大会   | 3区      | 区間3位  | 37分46秒      | 旭化成2位                    |
| 2016年度 （入社2年目） | 第61回全日本実業団対抗駅伝競走大会 | 5区      | 区間賞   | 46分36秒      | 旭化成優勝                   |
| 2017年度 （入社3年目） | 第54回九州実業団対抗毎日駅伝大会   | 5区      | 区間8位  | 41分41秒      | Bチーム（オープン） より出場 |
| 2017年度 （入社3年目） | 第62回全日本実業団対抗駅伝競走大会 | 5区      | 区間賞   | 47分09秒      | 旭化成優勝                   |
| 2018年度 （入社4年目） | 第55回九州実業団対抗毎日駅伝大会   | 5区      | 区間6位  | 38分50秒      | 旭化成優勝                   |
| 2018年度 （入社4年目） | 第63回全日本実業団対抗駅伝競走大会 | 5区      | 区間2位  | 46分13秒      | 旭化成優勝                   |
| 2019年度 （入社5年目） | 第56回九州実業団対抗毎日駅伝大会   | 出走なし | 出走なし | 出走なし      | 旭化成優勝                   |
| 2019年度 （入社5年目） | 第64回全日本実業団対抗駅伝競走大会 | 5区      | 区間賞   | 45分44秒      | 旭化成優勝                   |
| 2020年度 （入社6年目） | 第57回九州実業団対抗毎日駅伝大会   | 4区      | 区間賞   | 28分18秒      | 旭化成優勝                   |
| 2020年度 （入社6年目） | 第65回全日本実業団対抗駅伝競走大会 | 5区      | 区間4位  | 46分56秒      | 旭化成3位                    |

### 自己記録
| 5000m                | 13分34秒53    | 2014年5月10日 | ゴールデンゲームズinのべおか |             |
| 10000m               | 27分39秒95    | 2015年5月9日  | ゴールデンゲームズinのべおか | 日本歴代7位 |
| ハーフマラソン       | 1時間00分50秒 | 2014年2月2日  | 香川丸亀国際ハーフマラソン   | 日本歴代3位 |
| マラソン             | 2時間08分56秒 | 2019年9月29日 | ベルリンマラソン             |             |
| 歴代記録は当時の順位 |               |               |                              |             |